# Tullgarnspaj
Tullgarnspaj är en paj innehållande bland annat spagetti, kalvbräss och kött. Pajen skapades av Paul Arbin, som var köksmästare hos Gustav V 1926–1950. Sitt namn har pajen fått för att den ofta serverades i samband med jakt vid Tullgarns slott.